# Stuart Taylor
Stuart James Taylor (Romford, London, 1980. november 28. –) angol labdarúgó, jelenleg a Southampton kapusa. Háromszoros angol U21-es válogatott.

## Sikerei, díjai
Arsenal
- Premier League-győztes: 2001–02
- FA-kupa-győztes: 2002–03

## Külső hivatkozások
- Profilja a Manchester City oldalán Archiválva 2009. július 20-i dátummal a Wayback Machine-ben
- Stuart Taylor pályafutásának statisztikái a Soccerbase oldalon (angolul)

- Stuart Taylor: The Arsenal Verdict
- Profilja az uptheposh.com-on